# 末森村
末森村（すえもりむら）は、石川県羽咋郡に存在した村。
村の名称は末森村より東に見える末森山及び末森城跡によるが、当時これらは末森村ではなく、隣の柏崎村に所在した。

## 地理
- 現在の宝達志水町及び旧押水町での中西部。全体的に平野部に位置し、西側は日本海に面した。
- 当時は、海岸沿いでは漁業が多く営まれ、明治時代末期頃からは養蚕業も営まれるようになった。
- 川：宝達川、相見川

## 歴史
- 1889年（明治22年）4月1日 - 町村制の施行により、羽咋郡麦生村、今浜村、今浜新村及び米出村を廃し、その区域をもって羽咋郡末森村を設置する。
- 1954年（昭和29年）11月3日 - 羽咋郡柏崎村、末森村、中荘村、北荘村及び北大海村を廃し、その区域をもって羽咋郡押水町を設置する。4大字は押水町の大字に継承。

## 交通
- 当時、村内に駅はなし。
（最寄り駅は、当時隣の北荘村にあった宝達駅。）